# Трубайцівська сільська рада
Трубайцівська сільська рада — колишній орган місцевого самоврядування у Хорольському районі Полтавської області з центром у c. Трубайці.
Населення — 1183 особи.

## Населені пункти
Сільраді були підпорядковані населені пункти:
- c. Трубайці
- с. Бовбасівка
- с. Кулики